# Marco Misciagna
Marco Misciagna (* 5. února 1984 Bari, Itálie) je italský violista a houslista a hudební pedagog.

## Životopis
Marco Misciagna se narodil v Bari v Itálii. V 15 letech absolvoval hru na housle a violu na Conservatorio di Musica Niccolò Piccinni v Bari a později získal diplom na Accademia Nazionale di Santa Cecilia v Římě. Jako nejlepšího studenta konzervatoře jej pozval tehdejší prezident Italské republiky Carlo Azeglio Ciampi do Kvirinálského paláce v Římě. Jeho dalšími učiteli byli Corrado Romano, Eduard Grach a Đorđe Trkuljia (bývalý primárius Zagreb Quartet), dále studoval u Salvatora Accardo na Accademia Stauffer v Cremoně, u Borisa Belkina a Jurije Bashmeta na Accademia Musicale Chigiana v Sieně, kde získal dva čestné diplomy a dvakrát vyhrál cenu Monte dei Paschi di Siena jako nejlepší houslista a nejlepší violista ve škole (poprvé v historii akademie).

## Koncertní kariéra
Po několik let působil jako sólista Orquesta Española de Cuerdas de Málaga a vystupoval na předních scénách a v mezinárodních institucích po celém světě (mj. Berlínská filharmonie, Filharmonie Essen, Laieszahalle v Hamburku, Rosengarten v Mannheimu, Meistersingerhalle v Norimberku, Prinzregententheateru v Mnichově, Arriaga Theater v Bilbau, Musikverein ve Vídni, Victoria Eugenia Theatre v San Sebastianu, Komitas Chamber Music Hall, Kyjevská opera, Dar Sebastian v Tunisku, Sala Sinopoli (Auditorium Parco della Musica) v Římě, Balboa Theater v San Diegu v Kalifornii, Fox Tucson Theatre, St. Francis Auditorium v Santa Fe v Novém Mexiku, C.W. Eisemann Center, Rudder Theater, Empire Theater v Texasu, American Theater v Hamptonu ve Virginii, Lehman Center a v Carnegie Hall v New Yorku).
Je čestným hlavním sólistou předních souborů, mezi něž patří státní komorní orchestr v Archangelsku, Camerata Esteban Salas a Orquesta Sinfónica de Oriente (Kuba). 
V roce 2018 obdržel zlatou medaili od místopředsedy vlády Ukrajiny k připomenutí 150. výročí kyjevské opery.

## Pedagogická kariéra
Pedagogicky působí jako profesor hry na violu na Conservatorio di Musica Nino Rota v Monopoli a pomocný profesor hry na housle a violu na katedře hudby a dramatických umění na Univerzita Bilkent v Ankaře (Turecko).
Je také čestným profesorem na konzervatoři S.Rachmaninova v Tambově (Rusko), na státní akademii umění ve Vladivostoku (Rusko), v Institut Supérieur de Musique de Sousse (Tunisko), na Conservatorio de Música Estaban Salas v Santiagu de Cuba, na Pettman National Junior Academy of Music (Auckland, Nový Zéland) či na státní konzervatoři Komitas v Jerevanu (Arménie).

## Nahrávky
Jeho CD album věnované 41 Capriccím op. 22 Bartolomea Campagnoliniho v úpravě C.A.Tottmanna pro violu a klavír vydané lablem Brilliant Classics bylo oceněno dvěma zlatými medailemi Global Music Awards.
Podílel se také na rozhlasovém pořadu Vite in Musica (13 dílů) radiové stanice RaiPlay Sound, který byl věnován italskému skladateli Marku Anzolettimu. Program, zaměřený na Anzolettiho život a dílo, představil posluchačům Misciagnovu interpretaci skladatelových děl - zasloužil se tak o oživení pozornosti věnované Anzolettiho kompozicím a nabídl posluchačům vhled do skladatelova přínosu italské hudbě.
- Christmas In Classic (Terramiamusic - 2010);
- Carulli | Giuliani | Paganini (DCTT113, 2018);
- Chamber and Piano Solo Works, vol. 3 (2020);
- Beautiful Melodies for Viola and Piano (IMD100, 2021);
- The Greatest Movie Soundtracks For Viola And Piano (IMD200, 2022);
- Maurice Vieux Complete Music for Unaccompanied Viola (DCTT129, 2022);
- Bartolomeo Campagnoli: 41 Caprices for Viola Op.22, arranged for Viola & Piano by Carl Albert Tottmann (Brilliant Classics 96551, 2022);
- Federigo Fiorillo, Marco Misciagna – 36 Caprices Op.3 for Violin - Marco Misciagna, viola (Brilliant Classics 97018, 2023);[7]
- Albrecht Blumenstengel, Marco Misciagna – 24 Etudes Op.33 For Violin - Marco Misciagna, viola (MM01, 2023)
- Richard Hofmann (2), Marco Misciagna – 15 Studies, Op. 87 For Viola - Marco Misciagna, viola (MM02, 2024);
- Francesco Paolo Supriani, Marco Misciagna – 12 Toccatas For Cello - Marco Misciagna, viola (MM03, 2024);
- Bohemian Rhapsody, Arranged for Viola Solo by Marco Misciagna (Live) (MM04, 2024);
- Tico Tico No Fubá (Live) (MM05, 2024);
- Samba for Viola Solo (Live) (MM06, 2024);
- Émile Poilleux, Marco Misciagna – 20 Études chantantes et caractéristiques for Violin (MM07, 2024);
- Heinrich Ignaz Franz Biber: Passacaglia for Solo Viola, Arranged by Marco Misciagna (Live) (MM08, 2024);
- Johann Sebastian Bach: Sonata No.1, BWV 1001, Transcribed for Viola by Marco Misciagna (Live) (MM09, 2024);[8]
- Johann Sebastian Bach: Toccata & Fugue BWV 565, Arranged for Viola by Marco Misciagna (Live) (MM10, 2024);
- Marco Anzoletti: Four Etudes for Viola Solo - Etudes No. 2 & 5 (1919) / Etudes No. 2 & 11 Op.125 (1929) (MM11, 2024);
- Antonio Bartolomeo Bruni, Marco Misciagna – Bruni: 25 Etudes for Viola (World Premiere Recording) (MM12, 2024);
- Jiří Herold: Etudes for viola (World Premiere Recording) (MM17, 2025)

## Ocenění
- 2017 - cena v kategorii “Arte, Sport e territorio” – Excellence from Puglia;[9]
- 2019 - mezinárodní ocenění "Fontane di Roma" (37. ročník);[10]
- 2019 - mezinárodní ocenění Elmo Prize "Stories of Ordinary Culture";[11]
- 2019 - zlatá medaile "Maison des Artistes" (Univerzita La Sapienza, Řím);
- 2019 - Constantinus Magnus International Award (Constantinian Nemagnic Order of St. Stephen);[12]
- 2019 - cena “Vigna d’Argento” (Palazzo Montecitorio, Řím);[13]
- 2019 - mezinárodní ocenění "Duchess Lucrezia Borgia";
- 2019 - mezinárodní cena v oblasti kultury a umění “Města Neapol”;
- 2019 - cena “Cicero Award” (Fondazione Marco Tullio Cicerone, Arce);
- 2019 - cena "Vincenzo Crocitti" (“VINCE International”, Řím);[14]
- 2019 - cena "Gold Histonium";
- 2019 - cena "Mona Lisa";
- 2020 - cena "Ubaldo Lay";[15]
- 2020 - cena "Silver Chimera";
- 2021 - cena "Silver Eagle";
- 2024 - zlatá medaile v oblasti umění (Norman Academy, Řím);
- 2024 - zlatá medaile (Best Classical) udělená CD Albu "Campagnoli: 41 Caprices for Viola Op. 22, arranged for Viola & Piano by C.A.Tottman", Global Music Awards (La Jolla, California);
- 2024 - zlatá medaile (Best Duo) udělená CD Albu "Campagnoli: 41 Caprices for Viola Op.22, arranged for Viola & Piano by C.A.Tottman", Global Music Awards (La Jolla, California).

## Čestná vyznamenání
- Stříbrná jubilejní záslužná medaile posvátného vojenského řádu Ordine costantiniano di San Giorgio (2016);
- Stříbrná medaile za zásluhy při příležitosti 300. výročí "Bolla Militantis Ecclesiae" vyhlášené papežem Klementem XI.“ při řádu Ordine costantiniano di San Giorgio (2018);
- zlatá medaile k 150. výročí Ukrajinské národní opery (2018);
- čestné občanství města Ayvalık – Turecko (2018);
- čestné občanství Guardia Piemontese – Itálie (2019);
- medaile za spolupráci - Ukrajina (č. 988, 2020);[16]
- medaile Řádu svatého Jiří - Ukrajina (č. 1725, 2020);
- ocenění Čestný návštěvník města Santiago de Cuba.